# Gustavo Gómez
Gustavo Gómez, vollständiger Name Gustavo Raúl Gómez Portillo, (* 6. Mai 1993 in San Juan Bautista) ist ein paraguayischer Fußballspieler. Er wird auf der Position eines Innenverteidigers eingesetzt, alternativ spielt er als linker oder rechter Verteidiger. Sein spielstarker Fuß ist der rechte. Gómez gewann in Paraguay, Argentinien und Brasilien die nationale Fußballmeisterschaft.

## Karriere

### Verein
Gustavo Gómez stammt aus dem Nachwuchsbereich des Club Libertad. Hier schaffte er 2011 den Sprung in den Profikader. Sein erstes Spiel in der Primera División (Paraguay) bestritt Gómez am 2. Mai 2015. Im Heimspiel gegen den Tacuary FC wurde er in der 75. Minute eingewechselt. In 2012 konnte Gómez seinen ersten Titel gewinnen. Mit Libertad gewann er die Clausura 2012. Sein erstes Tor in der Liga erzielte er ein Jahr später, nachdem er in der Saison 2013 zur Stammkraft etablierte. Im Heimspiel gegen Sportivo Carapeguá am 27. Mai 2013 erzielte er in der 47. Minute das Tor zur 1:0-Führung (2:0). Ein weiterer Höhepunkt in dem Jahr war für Gómez sein Einstand auf internationaler Klubebene. Mit Libertad traf er am 1. August 2013 in der Copa Sudamericana 2013 in der ersten Runde des Wettbewerbs auf die Montevideo Wanderers. In dem Turnier erzielte Gómez auch zwei Tore. Das erste davon am 26. September 2013 zuhause im Achtelfinalhinspiel gegen Sport Recife. In der 10. Minute erzielte er die 1:0-Führung (2:0). Die Saison 2014 begann wieder erfolgreich für Gómez, so konnte mit Libertad die Apertura 2014 gewinnen. Hierbei steuerte er in 20 Spielen vier Tore bei. Nachdem diesem Erfolg verließ Gómez Libertad Richtung Argentinien.
Seine neue Heimat wurde der CA Lanús. Noch vor Ende der Apertura gab der Klub bekannt, dass Gómez nach deren Beendigung wechseln wird. Der Klub übernahm 50 % der Transferrechte an Gómez.
Enttäuschend war sein Einstand bei Lanús. Im Juli 2014 fanden die Spiele um die Recopa Sudamericana statt. Im Rückspiel gegen Atlético Mineiro schaffte Lanús in der 4. Minute der Nachspielzeit die 2:3-Führung und somit das Erreichen einer Verlängerung. In dieser verursachte Gómez in der 103. Minute ein Eigentor. Durch ein weiteres seines Mitspielers Víctor Ayala ging das Spiel endgültig verloren. Sein Debüt in der Primera División (Argentinien) gab Gómez am 13. August 2014. Im Heimspiel gegen den CA Belgrano, dem ersten Spieltag der Saison 2014, stand er in der Startelf. Mit dem Klub konnte Gómez 2016 die nationale Meisterschaft gewinnen. Im Juli 2017 wurde das Interesse des Ligakonkurrenten Boca Juniors an Gómez bekannt. Stattdessen wurde Anfang August sein Wechsel nach Italien zum AC Mailand bekannt gegeben.
Noch im August 2016 gab Gómez sein Debüt in der italienischen Serie A. Am zweiten Spieltag der Saison 2016/17, am 27. August 2016, traf Mailand auswärts auf den SSC Neapel. In dem Spiel stand Gómez in der Startelf. Am 23. September 2016 wurde der Supercoppa Italiana (Fußball) ausgetragen. Gómez stand im Kader der Mannschaft, kam beim Sieg seines Klubs aber nicht zum Einsatz. Lief er in der Saison noch in 18 Spielen auf, war er in der folgenden 2017/18 unter dem neuen Trainer Gennaro Gattuso nur noch Reservespieler ohne Einsätze, durfte aber ein Spiel in der UEFA Europa League bestreiten. In der Gruppenphase traf Mailand am 23. November 2017 auf Austria Wien. In dem Spiel wurde Gómez in der 80. Minute beim Stand von 4:1 eingewechselt.
Im Juli 2018 sollte Gómez zu Boca Juniors transferiert werden. Dieses Geschäft scheiterte allerdings. Stattdessen konnte Milan Anfang August 2018 die einjährige Leihe von Gómez an die SE Palmeiras bekannt geben.
Das erste Spiel in der brasilianischen Série A bestritt Gómez am 18. Spieltag der Série A 2018. Am 12. August 2018 traf Palmeiras zuhause auf den CR Vasco da Gama. Gómez konnte hier in der Startelf debütieren. In der Saison erzielte Gómez sein erstes Tor in der Série A. Im Heimspiel gegen den Cruzeiro EC am 30. September. den 27. Spieltag, traf er in der 66. Minute per Elfmeter zum 3:1-Endstand. Mit Palmeiras konnte er am Saisonende die Meisterschaft feiern. In 14 Spielen erzielte er dabei zwei Tore. Es war somit sein dritter nationaler Titel für einen jeweils anderen Verband in Südamerika. Im August 2020 wurde Gómez fest von Palmeiras übernommen. Mit der Copa Libertadores 2020 gewann Gómez im Januar 2021 den wichtigsten südamerikanischen Klubtitel. Dem schloss sich Anfang März 2021 die Copa do Brasil 2020 an. In der Copa Libertadores konnte er mit dem Klub im Dezember 2021 den Titel verteidigen. In der nationalen Meisterschaft durfte Gómez mit Palmeiras in der Série A 2022 den elften Titel feiern. Er bestritt dabei 30 von 38 möglichen Spielen und erzielte neun Tore. Bei der erfolgreichen Titelverteidigung 2023 bestritt Gómez 32 Spiele mit zwei Toren.

### Nationalmannschaft
Gustavo Gómez durchlief die Jugendmannschaften Paraguays. Seit 2013 ist er Teil der A-Auswahl. Im Freundschaftsspiel gegen Deutschland am 14. August 2013 war er Teil der Mannschaft, kam aber nicht zum Einsatz. Seinen ersten Einsatz für die Guaraníes bestritt Gómez im Freundschaftsspiel gegen die Auswahl von Costa-Rica am 5. März 2014. In dem Spiel stand Gómez in der Startformation und erzielte in der 86. Minute auch sein erstes Länderspieltor zum 2:1-Anschluss und Endstand.

## Erfolge
Libertad
- Primera División (Paraguay): Clausura 2012
- Primera División (Paraguay): Apertura 2014

Lanus
- Primera División (Argentinien): 2016

Mailand
- Supercoppa Italiana (Fußball): 2016

Palmeiras
- Campeonato Brasileiro de Futebol: 2018, 2022, 2023
- Copa Libertadores: 2020, 2021
- Copa do Brasil: 2020
- Recopa Sudamericana: 2022
- Staatsmeisterschaft von São Paulo: 2020, 2022, 2023, 2024
- Supercopa do Brasil: 2023

## Auszeichnungen
- Bola de Prata – Mannschaft der Saison: 2019[19], 2020[20], 2022[21], 20242024[22]
- Prêmio Craque do Brasileirão – Mannschaft der Saison: 2020[23], 2021[24], 2022[25]